# Salomvár
Salomvár is een plaats (község) en gemeente in het Hongaarse comitaat Zala. Salomvár telt 596 inwoners (2001).